# Палацо Одескалки-Киджи
Палацо Одескалки-Киджи – дворец в Рим, разположен в Пиаца Санти Апостоли.
Първоначалната сграда е построена от Карло Мадерно, и принадлежи на фамилия Колона, които през 1622 г. го продават на Людовизи, но го откупват няколко години по-късно. През 1661 дворецът е продаден на кардинал Флавио Киджи и е значително преустроен от Джовани Бернини около 1665. През 1745 г. имотът е продаден на принц Балтазаре Одескалки и след това е разширен от архитектите Никола Салви и Луиджи Ванвители. През 1887 г. сградата е повредена от пожар, но в наши дни е възстановена.